# Nastri d'argento - Grandi Serie
I Nastri d'argento - Grandi Serie (o Nastri d'argento - Grandi Serie Internazionali o Serie d’Argento) sono i riconoscimenti che il Sindacato nazionale giornalisti cinematografici italiani assegna ogni anno alle migliori produzioni italiane di serie televisive, miniserie e film per la televisione.

## Storia
Nel 2020 il Sindacato nazionale giornalisti cinematografici italiani ha annunciato la premiazione Nastri d'argento - Grandi Serie, in collaborazione con la Film Commission Regione Campania e la Società Italiana degli Autori ed Editori, per premiare le migliori produzioni italiane di serie televisive, miniserie e film per la televisione. L'evento, previsto per il marzo 2020, è stato posticipato a causa delle misure di contenimento della pandemia di COVID-19 in Italia nel dicembre 2020 assegnando cinque premi senza una rosa di candidature. La prima edizione si è tenuta il 18 settembre 2021 a Napoli.

## Edizioni
| Edizione | Conduzione   | Data              | Location              |
| -------- | ------------ | ----------------- | --------------------- |
| 1ª       | Non presente | 18 settembre 2021 | Palazzo Reale, Napoli |
| 2ª       | Non presente | 4 giugno 2022     | Palazzo Reale, Napoli |
| 3ª       | Non presente | 17 giugno 2023    | Palazzo Reale, Napoli |
| 4ª       | Non presente | 1 giugno 2024     | Palazzo Reale, Napoli |
| 5ª       | Non presente | 31 maggio 2025    | Palazzo Reale, Napoli |

## Categorie di premi
I premi attualmente assegnati sono:
- Miglior serie TV - Crime (dal 2022)
- Miglior serie TV - Dramedy (dal 2022)
- Miglior serie TV - Commedia (dal 2022)
- Miglior film TV (dal 2022)
- Migliore attrice protagonista (dal 2022)
- Migliore attore protagonista (dal 2022)
- Migliore attrice non protagonista (dal 2022)
- Migliore attore non protagonista(dal 2022)

### Premi speciali
I seguenti premi sono stati assegnati con irregolarità nel corso delle manifestazioni.
- Serie TV dell'anno
- Miglior serie TV
- Nastro dell'anno per la serie più innovativa
- Nastro Speciale Original
- Miglior regista esordiente
- Miglior docuserie
- Premio Biraghi - Serie
- Premio Nuovo Imae
- Premio per l'immagine
- Nastro della legalità - Serie
- Nastro d'argento speciale
- Nastro d'argento Speciale - Performance internazionale
- Nastro d'argento Speciale - Cameo
- Nastro d'argento Speciale - Direzione artistica
- Nastro d'argento Speciale - Icona amata dal pubblico
- Nastro d'argento Speciale - Carriera
- Nastro d'argento Speciale - Serie internazionale
- Premio Persol - Giovane Promessa
- Premio Pianegonda - Per la classe e lo stile
- Nastro d'argento SIAE per la sceneggiatura
- Premio Campo Marzio - Per la sceneggiatura
- Premio Fondazione Claudio Nobis
- Premio Italo